# Bóng rổ tại Đại hội Thể thao Đông Nam Á 2023 – 3x3 Nam
Nội dung thi đấu bóng rổ 3x3 nam tại Đại hội Thể thao Đông Nam Á 2023 được tổ chức tại Khu liên hợp thể thao quốc gia Morodok Techo, Phnôm Pênh, Campuchia từ ngày 6 đến 7 tháng Năm 2023. 8 quốc gia tham gia thi đấu.

## Các quốc gia tham dự
- Campuchia
- Indonesia
- Lào
- Malaysia
- Philippines
- Singapore
- Thái Lan
- Việt Nam

## Kết quả

### Vòng bảng

#### Bảng A
| VT | Đội         | ST | T | B | ĐT | ĐB | HS  | Đ | Giành quyền tham dự |
| -- | ----------- | -- | - | - | -- | -- | --- | - | ------------------- |
| 1  | Philippines | 3  | 3 | 0 | 63 | 29 | +34 | 6 | Lọt vào Bán kết     |
| 2  | Việt Nam    | 3  | 2 | 1 | 56 | 50 | +6  | 5 | Lọt vào Bán kết     |
| 3  | Indonesia   | 3  | 1 | 2 | 50 | 54 | −4  | 4 |                     |
| 4  | Lào         | 3  | 0 | 3 | 28 | 64 | −36 | 3 |                     |

| 6 tháng Năm 2023 10:20 |  | Philippines | 21–5 | Lào |  | Elephant Hall 2, Khu liên hợp thể thao quốc gia Morodok Techo, Phnôm Pênh |

| 6 tháng Năm 2023 10:40 |  | Việt Nam | 21–18 | Indonesia |  | Elephant Hall 2, Khu liên hợp thể thao quốc gia Morodok Techo, Phnôm Pênh |

| 6 tháng Năm 2023 13:20 |  | Lào | 12–21 | Indonesia |  | Elephant Hall 2, Khu liên hợp thể thao quốc gia Morodok Techo, Phnôm Pênh |

| 6 tháng Năm 2023 13:40 |  | Việt Nam | 13–21 | Philippines |  | Elephant Hall 2, Khu liên hợp thể thao quốc gia Morodok Techo, Phnôm Pênh |

| 6 tháng Năm 2023 16:20 |  | Việt Nam | 22–11 | Lào |  | Elephant Hall 2, Khu liên hợp thể thao quốc gia Morodok Techo, Phnôm Pênh |

| 6 tháng Năm 2023 17:00 |  | Indonesia | 11–21 | Philippines |  | Elephant Hall 2, Khu liên hợp thể thao quốc gia Morodok Techo, Phnôm Pênh |

#### Bảng B
| VT | Đội           | ST | T | B | ĐT | ĐB | HS  | Đ | Final Result    |
| -- | ------------- | -- | - | - | -- | -- | --- | - | --------------- |
| 1  | Campuchia (H) | 3  | 3 | 0 | 63 | 43 | +20 | 6 | Lọt vào Bán kết |
| 2  | Thái Lan      | 3  | 2 | 1 | 61 | 52 | +9  | 5 | Lọt vào Bán kết |
| 3  | Malaysia      | 3  | 1 | 2 | 52 | 57 | −5  | 4 |                 |
| 4  | Singapore     | 3  | 0 | 3 | 28 | 42 | −14 | 3 |                 |

| 6 tháng Năm 2023 11:00 |  | Campuchia | 21–18 | Thái Lan |  | Elephant Hall 2, Khu liên hợp thể thao quốc gia Morodok Techo, Phnôm Pênh |

| 6 tháng Năm 2023 11:20 |  | Malaysia | 21–15 | Singapore |  | Elephant Hall 2, Khu liên hợp thể thao quốc gia Morodok Techo, Phnôm Pênh |

| 6 tháng Năm 2023 14:00 |  | Campuchia | 21–13 | Singapore |  | Elephant Hall 2, Khu liên hợp thể thao quốc gia Morodok Techo, Phnôm Pênh |

| 6 tháng Năm 2023 14:20 |  | Thái Lan | 21–19 | Malaysia |  | Elephant Hall 2, Khu liên hợp thể thao quốc gia Morodok Techo, Phnôm Pênh |

| 6 tháng Năm 2023 16:40 |  | Malaysia | 12–21 | Campuchia |  | Elephant Hall 2, Khu liên hợp thể thao quốc gia Morodok Techo, Phnôm Pênh |

| 6 tháng Năm 2023 17:20 |  | Thái Lan | 22–12 | Singapore |  | Elephant Hall 2, Khu liên hợp thể thao quốc gia Morodok Techo, Phnôm Pênh |

### Bán kết
| 7 tháng Năm 2023 10:00 |  | Philippines | 21–19 | Thái Lan |  | Elephant Hall 2, Khu liên hợp thể thao quốc gia Morodok Techo, Phnôm Pênh |

| 7 tháng Năm 2023 10:20 |  | Campuchia | 21–19 | Việt Nam |  | Elephant Hall 2, Khu liên hợp thể thao quốc gia Morodok Techo, Phnôm Pênh |

### Tranh huy chương đồng
| 7 tháng Năm 2023 11:30 |  | Thái Lan | 21–13 | Việt Nam |  | Elephant Hall 2, Khu liên hợp thể thao quốc gia Morodok Techo, Phnôm Pênh |

### Chung kết
| 7 tháng Năm 2023 12:30 |  | Philippines | 15–20 | Campuchia |  | Elephant Hall 2, Khu liên hợp thể thao quốc gia Morodok Techo, Phnôm Pênh |